# Fine Line (album)
Albums de Harry Styles
Harry Styles
(2017) Harry's House
(2022)
Singles
1. Lights Up
Sortie : 11 octobre 2019
2. Adore You
Sortie : 6 décembre 2019
3. Falling
Sortie : 7 mars 2020
4. Watermelon Sugar
Sortie : 15 mai 2020
5. Golden
Sortie : 23 octobre 2020
6. Treat People With Kindness
Sortie : 9 janvier 2021

Fine Line est le deuxième album studio du chanteur et compositeur britannique Harry Styles, sorti le 13 décembre 2019.
Soutenu par six singles — Lights Up, Adore You, Falling, Watermelon Sugar, Golden et Treat People with Kindness — Fine Line est entré à la troisième place du classement britannique UK Albums et en première place du Billboard 200, ce qui en fait le deuxième album consécutif de Harry Styles à atteindre la première place aux États-Unis. L'album enregistre à sa troisième semaine de ventes importantes aux États-Unis et bat le record en tant que plus grand début d'un artiste britannique depuis la création du Nielsen SoundScan.
Fine Line reçoit de bonnes critiques surtout par rapport à sa production et ses influences musicales. Il est nommé pour le prix de l'album de l'année (en) aux Brit Awards 2020 et au Grammy Award du meilleur album vocal pop lors des Grammy Awards 2021. Le single Watermelon Sugar est récompensé par le Grammy Award de la meilleure prestation pop solo et du Brit Award du meilleur single britannique (en). En 2020, le magazine Rolling Stone inclut Fine Line — à la 491e place — dans sa liste des 500 plus grands albums de tous les temps, faisant de lui l'album le plus récent à y être inclus.

## Contexte
Dans une interview avec Rolling Stone publiée le 26 août 2019, il est rapporté que le chanteur met la touche finale à son album qui, selon lui, « n'a pour but que de faire l'amour et de se sentir triste ». L'album est également décrit comme contenant ses chansons les plus fortes et les plus émouvantes qu'il ait jamais écrites. Sur la réalisation de son deuxième album, Styles révèle qu'il veut être plus amusant et aventureux par rapport à son premier album.
Une grande partie de l'album est inspirée par sa séparation du mannequin Camille Rowe. Après la séparation du couple, le producteur et écrivain Kid Harpoon encourage Styles à gérer ses émotions en écrivant sur elle. Pendant l'enregistrement, il est inspiré par David Bowie, Van Morrison, Paul McCartney et Joni Mitchell. L'album Blue de cette dernière et l'utilisation du dulcimer influencent le style musical de l'album. Styles retrouve la femme qui a fabriqué le dulcimer utilisé dans l'album de Mitchell et a demandé des leçons ; elle a ensuite créé un dulcimer qui a été utilisé pendant l'enregistrement de l'album. Le chanteur reconnaît avoir utilisé des drogues psychédéliques lors de l'enregistrement de cet album.

## Sortie et promotion
L'album est sorti le 13 décembre 2019, sous les labels Columbia Records et Erskine Records. Peu de temps avant la sortie du single Lights Up, l'album est promu par des panneaux d'affichage et la légende : « Do You Know Who You Are ? » dans plusieurs villes du monde. L'équipe de l'agence de tourisme d'Eroda, l'équipe fictive de l'île que Styles a imaginée a commencé à apparaître sur les réseaux sociaux, ainsi qu'un site internet pour promouvoir l'île. Le chanteur collabore avec Spotify pour organiser un événement exclusif pour les fans dans un lieu tenu secret à Los Angeles pour une soirée d'écoute privée, où les fans ont pu découvrir Eroda, un thème élaboré créé pour son single Adore You. 
Styles fait la promotion de l'album le 16 novembre lors de l'émission Saturday Night Live sur NBC en tant qu'animateur et invité musical. Il est également l'invité de l'émission The Late Late Show with James Corden le 10 décembre 2019. Pour célébrer sa sortie et maximiser les ventes, Styles organise un concert unique au Forum à Los Angeles le jour de la sortie de l'album le 13 décembre. Il offre aux fans la possibilité de pré-commander l'album pour recevoir un code offrant l'accès à l'achat d'un ticket pour le concert pour seulement $25. Le concert de Los Angeles est suivant d'un second à l'Electric Ballroom (en) à Londres le 19 décembre avec le rappeur Stormzy en tant qu'invité spécial. Une tournée nommée Love on Tour est prévue pour 2020 pour promouvoir l'album mais doit être reportée à cause de la pandémie de Covid-19

## Style musical
Fine Line a été décrit comme étant un album rock,, pop, et pop rock,. incluant également des éléments de prog-pop, pop psychédélique, folk, soul, funk et indie pop,,,.

## Critiques

### Réception critique
L'album reçoit des critiques plutôt positives. Chez Metacritic, qui attribue une note normalisée sur 100 aux critiques de critiques professionnels, l'album a une note moyenne de 76 sur 100, sur la base de 20 critiques.
Gregory Robinson de The Guardian, trouve l'album « confident, convincing and catchy (« confident, convaincant et communicatif ») ». Alexandra Pollard de The Independent écrit « it may not reach the pinnacle of sex or sadness, but Fine Line is a fine album nonetheless (« il n'atteint peut-être pas le summum du sexe ou de la tristesse, mais Fine Line est néanmoins un bel album ») ». Hannah Mylrea de New Musical Express est enchanté par l'album, l'appelant « an elegant combination of the ex-boybander's influences, slick modern pop and his own roguish charm (« une combinaison élégantes des influences de l'ancien membre d'un boys band, de la pop moderne et son propre charme espiègle ») ». Rea McNamara de Now salut le choix de Harry Styles de se tourner vers une « ebullient, soulful pop (« pop exubérante et émouvante ») » tout en nommant Sunflower, Vol. 6 meilleure chanson de l'album. Dans Rolling Stone, Nick Catucci trouve l'album « excellent » et considère que « if there's a nontoxic masculinity, Harry Styles just might've found it (« s'il existe une masculinité non-toxique, Harry Styles l'a peut-être trouvée ») ». David Smyth d'Evening Standard remarque que bien que la musique de Styles ne peut « live up to the sparkling imagery of his press profiles (« être à la hauteur de l'image étincelante que la presse a de lui ») », son second album est un « a strong argument for being the most interesting boy band escapee yet (« un argument de poids prouvant qu'il est l'évadé du boys band le plus intéressant à ce jour ») »

### Distinctions
L'album remporte l'American Awards du meilleur album pop/rock 2020.
En 2020, le magazine Rolling Stone classe l'album à 491e place des 500 plus grands albums de tous les temps.

## Liste des chansons
| Liste des titres de Fine Line | Liste des titres de Fine Line | Liste des titres de Fine Line                                | Liste des titres de Fine Line | Liste des titres de Fine Line | Liste des titres de Fine Line | Liste des titres de Fine Line | Liste des titres de Fine Line | Liste des titres de Fine Line | Liste des titres de Fine Line |
| No                            | Titre                         | Auteur                                                       | Producteur(s)                 | Durée                         |                               |                               |                               |                               |                               |
| ----------------------------- | ----------------------------- | ------------------------------------------------------------ | ----------------------------- | ----------------------------- | ----------------------------- | ----------------------------- | ----------------------------- | ----------------------------- | ----------------------------- |
| 1.                            | Golden                        | - Harry Styles - Thomas Hull - Tyler Johnson - Mitch Rowland | - Johnson - Kid Harpoon       | 3:28                          |                               |                               |                               |                               |                               |
| 2.                            | Watermelon Sugar              | - Styles - Hull - Johnson - Rowland                          | - Harpoon - Johnson           | 2:53                          |                               |                               |                               |                               |                               |
| 3.                            | Adore You                     | - Styles - Hull - Johnson - Amy Allen                        | - Harpoon - Johnson           | 3:27                          |                               |                               |                               |                               |                               |
| 4.                            | Lights Up                     | - Styles - Hull - Johnson                                    | - Harpoon - Johnson           | 2:52                          |                               |                               |                               |                               |                               |
| 5.                            | Cherry                        | - Styles - Hull - Johnson - Sammy Witte - Jeff Bhasker       | - Harpoon - Johnson           | 4:19                          |                               |                               |                               |                               |                               |
| 6.                            | Falling                       | - Styles - Hull                                              | - Harpoon - Johnson           | 4:00                          |                               |                               |                               |                               |                               |
| 7.                            | To Be So Lonely               | - Styles - Hull - Johnson - Rowland                          | - Harpoon - Johnson           | 3:12                          |                               |                               |                               |                               |                               |
| 8.                            | She                           | - Styles - Hull - Rowland - Bhasker                          | - Harpoon - Johnson           | 6:02                          |                               |                               |                               |                               |                               |
| 9.                            | Sunflower, Vol. 6             | - Styles - Hull - Greg Kurstin                               | Kurstin                       | 3:41                          |                               |                               |                               |                               |                               |
| 10.                           | Canyon Moon                   | - Styles - Hull - Rowland                                    | - Harpoon - Johnson           | 3:09                          |                               |                               |                               |                               |                               |
| 11.                           | Treat People with Kindness    | - Styles - Bhasker - Ilsey Juber                             | Bhasker                       | 3:17                          |                               |                               |                               |                               |                               |
| 12.                           | Fine Line                     | - Styles - Hull - Rowland - Johnson - Witte                  | - Harpoon - Johnson           | 6:17                          |                               |                               |                               |                               |                               |
| 46:37                         |                               |                                                              |                               |                               |                               |                               |                               |                               |                               |

## Classements et certifications

### Classements
| Classement (2019–2020)             | Meilleure position |
| ---------------------------------- | ------------------ |
| Allemagne (Media Control AG)       | 14                 |
| Argentine Albums (CAPIF)           | 2                  |
| Australie (ARIA)                   | 1                  |
| Autriche (Ö3 Austria Top 40)       | 9                  |
| Belgique (Flandre Ultratop)        | 4                  |
| Belgique (Wallonie Ultratop)       | 28                 |
| Canada (Canadian Albums)           | 1                  |
| Corée du Sud (Gaon)                | 40                 |
| Croatie (HDU International)        | 1                  |
| Danemark (Tracklisten)             | 4                  |
| Écosse (OCC)                       | 3                  |
| Espagne (Promusicae)               | 6                  |
| Estonie (Eesti Ekspress)           | 2                  |
| États-Unis (Billboard 200)         | 1                  |
| Finlande (Suomen virallinen lista) | 5                  |
| France (SNEP)                      | 36                 |
| Grèce (IFPI Greece)                | 2                  |
| Hongrie (Mahasz)                   | 22                 |
| Irlande (IRMA)                     | 1                  |
| Islande (Tonlist)                  | 2                  |
| Italie (FIMI)                      | 7                  |
| Japon (Oricon)                     | 52                 |
| Lituanie (AGATA)                   | 1                  |
| Mexique (AMPROFON)                 | 1                  |
| Norvège (VG-lista)                 | 2                  |
| Nouvelle-Zélande (RIANZ)           | 1                  |
| Pays-Bas (Mega Album Top 100)      | 1                  |
| Pologne (ZPAV)                     | 5                  |
| Portugal (AFP)                     | 1                  |
| Royaume-Uni (UK Albums Chart)      | 3                  |
| Slovaquie (ČNS IFPI)               | 9                  |
| Suède (Sverigetopplistan)          | 1                  |
| Suisse (Schweizer Hitparade)       | 6                  |
| Suisse (Charts Romandie)           | 18                 |
| Tchéquie (IFPI)                    | 4                  |

| Classement (2019)                       | Position |
| --------------------------------------- | -------- |
| Australie (ARIA)                        | 42       |
| États-Unis (Billboard Ventes totales)   | 5        |
| États-Unis (Billboard Ventes physiques) | 5        |
| Mexique (AMPROFON)                      | 24       |
| Royaume-Uni (UK Albums Chart)           | 90       |

### Certifications
| Pays | Certification | Ventes certifiées |
| --- | ------------- | ----------------- |
| Australie (ARIA) | 2 × Platine   | 35 000‡           |
| Brésil (ABPD) | Platine       | 20 000*           |
| Danemark (IFPI) | Platine       | 10 000^           |
| États-Unis (RIAA) | 3 × Platine   | 3 000 000‡        |
| France (SNEP) | 2 × Platine   | 200 000‡          |
| Mexique (AMPROFON) | Or            | 30 000^           |
| Norvège (IFPI) | Or            | 10 000*           |
| Nouvelle-Zélande (RMNZ) | Platine       | 15 000‡           |
| Pologne (ZPAV) | Or            | 10 000*           |
| Royaume-Uni (BPI) | Or            | 100 000^          |
| *Ventes selon la certification ^Mise en rayon selon la certification xNon précisé par la certification ‡ventes/streaming selon la certification |               |                   |

## Historique de sortie
| Pays   | Date             | Format                                            | Édition  | Label                | Réf.   |
| ------ | ---------------- | ------------------------------------------------- | -------- | -------------------- | ------ |
| Divers | 13 décembre 2019 | - Téléchargement - streaming - CD - LP - cassette | Standard | - Columbia - Erskine | [ 76 ] |
| Divers | 13 décembre 2019 | CD                                                | Deluxe   | - Columbia - Erskine | [ 77 ] |